# Anne Berg
Anne Berg, née le 19 août 1959, est une ancienne handballeuse internationale norvégienne.
Avec l'équipe de Norvège, elle dispute 105 matchs de 1978 à 1985 pour 195 buts inscrits.